# Leptoptilos robustus
Leptoptilos robustus — викопний вид птахів сучасного роду марабу (Leptoptilos) родини лелекових (Ciconiidae), який мешкав на острові Флорес в Індонезії в епоху плейстоцену. Він мав висоту близько 1,8 метра і важив приблизно 16 кілограмів. Більшість решток знайдено в печері Ліанг Буа, розташованій північніше від міста Рутенг.

## Скам'янілості

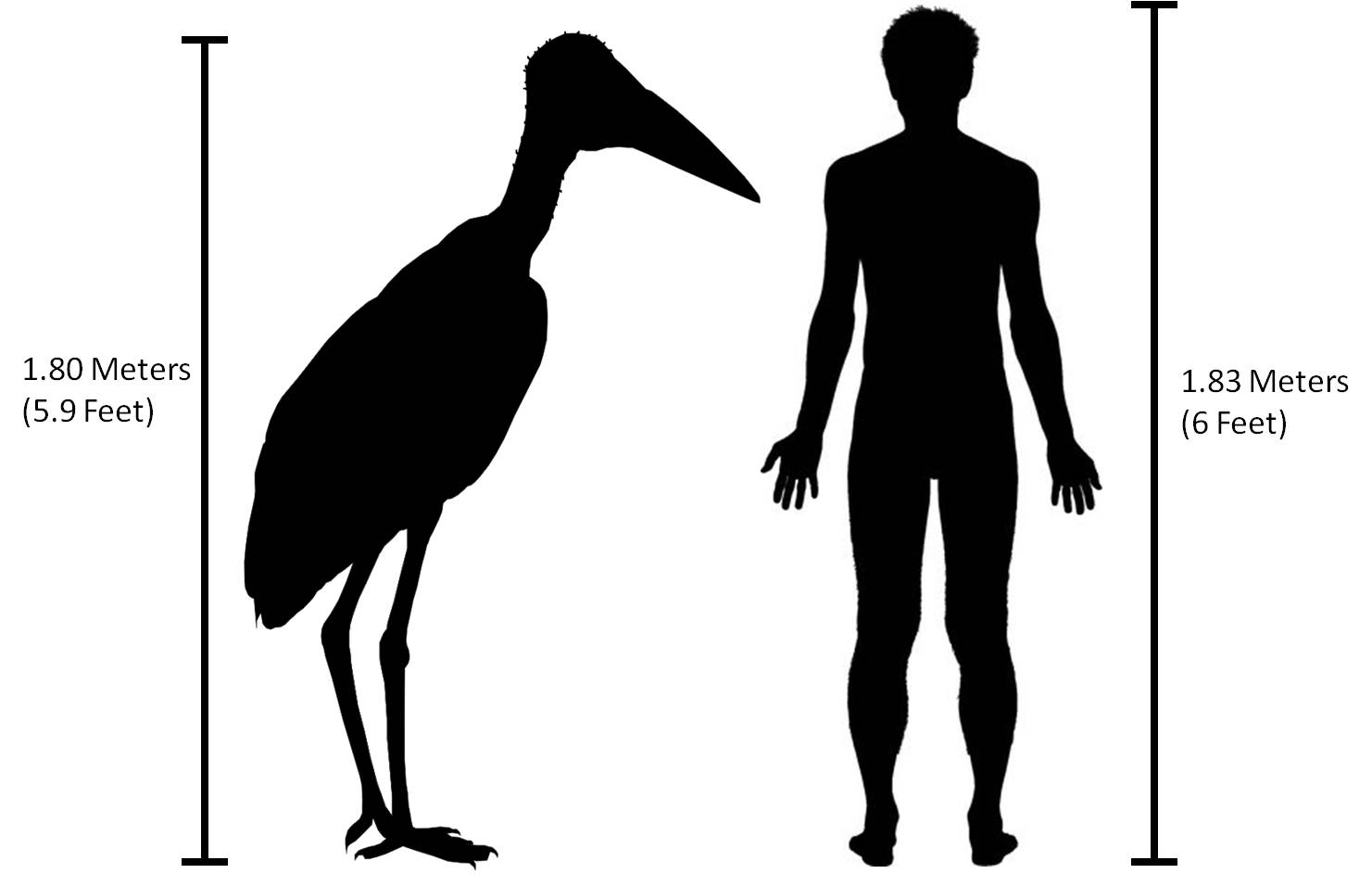
Порівняння розмірів птаха з розмірами людини

Викопні рештки цього птаха були знайдені в 2007 році в печері Ліанг Буа на острові Флорес, під час розкопок командою під керівництвом австралійців Пітера Брауна і Майка Морвуда. У 2010 році скам'янілості були віднесені до нового виду Leptoptilos robustus.

## Опис
Цей вид марабу мав довгий і масивний дзьоб, довгі ноги, і вражаючий розмір: 1,80 м заввишки і приблизну вагу 16 кг.